# Ё
Ё, ё – litera cyrylicy używana m.in. w języku rosyjskim, mongolskim, rusińskim, białoruskim i niektórych niesłowiańskich językach dawnego Związku Radzieckiego.
Litera ё w języku rosyjskim jest nieobowiązkowa, chociaż ma własne miejsce w alfabecie. Używa się z reguły w słownikach, książkach dla dzieci, podręcznikach dla uczących się rosyjskiego oraz niekiedy w nazwach towarowych. Zazwyczaj zapisuje się ją w postaci е (np. Алла Пугачёва jest zapisywana jako Алла Пугачева). Nawet dla samych Rosjan bywa to powodem nieporozumień i kłopotów.

## Zabytki
W Uljanowsku znajduje się pomnik litery Ё, który według Agencji Turystycznej Rejonu Uljanowska, należy do najczęściej fotografowanych atrakcji przez turystów.
W obwodzie czelabińskim na terenie prywatnego zakładu pracy znajduje się kompleks świątyń litery Ё.

## Kodowanie
| Znak                   | Ё                          | Ё                          | ё                        | ё                        |
| ---------------------- | -------------------------- | -------------------------- | ------------------------ | ------------------------ |
| Nazwa w Unikodzie      | Cyrillic Capital Letter Io | Cyrillic Capital Letter Io | Cyrillic Small Letter Io | Cyrillic Small Letter Io |
| Kodowanie              | dziesiątkowo               | szesnastkowo               | dziesiątkowo             | szesnastkowo             |
| Unicode                | 1025                       | U+0401                     | 1105                     | U+0451                   |
| UTF-8                  | 208 129                    | d0 81                      | 209 145                  | d1 91                    |
| Odwołania znakowe SGML | &#1025;                    | &#x0401;                   | &#1105;                  | &#x0451;                 |
| Macintosh Cyrillic     | 221                        | DD                         | 222                      | DE                       |
| ISO 8859-5             | 161                        | A1                         | 241                      | F1                       |
| Windows-1251           | 168                        | A8                         | 184                      | B8                       |
| CP 866                 | 240                        | F0                         | 241                      | F1                       |
| KOI8-R i KOI8-U        | 179                        | B3                         | 163                      | A3                       |